# Сандлер, Стефани
Стефани Сандлер (англ. Stephanie Sandler; род. 1 мая 1953) — американский исследователь и переводчик русской литературы.
Окончила с отличием Принстонский университет (1975), защитила диссертацию в Йельском университете (1982). Преподавала в Принстонском университете, колледжах Амхерст и Маунт-Холиок, с 2000 г. профессор Гарвардского университета.
Опубликовала монографии «Далёкие радости: Александр Пушкин и творчество изгнания» (англ. Distant Pleasures: Alexander Pushkin and the Writing of Exile; 1989, русский перевод 1999) и «Увековечивая Пушкина: российский миф о национальном поэте» (англ. Commemorating Pushkin: Russia's Myth of a National Poet; 2003). Редактор-составитель сборника статей «Перечитывая русскую поэзию» (англ. Rereading Russian Poetry; 1999), соредактор сборника «Сексуальность и тело в русской культуре» (англ. Sexuality and the Body in Russian Culture; 1993). В 2024 году вышла её обобщающая монография о современной постсоветской русской поэзии «The Freest Speech in Russia: Poetry Unbound, 1989–2022» (Princeton University Press).
Переводит на английский язык поэзию Елены Шварц, Ольги Седаковой, Александры Петровой, Елены Фанайловой. Книга Фанайловой «Русская версия» (англ. The Russian Version; 2009) в переводе Сандлер и Евгении Туровской получила в США премию Рочестерского университета как лучшая переводная книга года.